# Media Vision
Media Vision ist ein evangelikales Medienwerk mit Sitz in Heidenheim an der Brenz und einem Büro in Hamburg. Organisiert ist das Produktionsunternehmen für audiovisuelle Medien als Verein mit dem Ziel, christliche Glaubensinhalte über Radio und Fernsehen zu verbreiten, sowie Fortbildungsangebote für Medienschaffende im Bereich der christlichen Verkündigung zu veranstalten. Der Verein wurde 1984 gegründet, produzierte eigene Fernsehsendungen u. a. in Eureka TV und unterstützte Gemeinden der Pfingstbewegung bei der Gründung lokaler Hörfunksender. Die laufenden Kosten werden spendenfinanziert gedeckt.

## Geschichte
Das Medienwerk wurde ursprünglich 1984 in Langen (Landkreis Offenbach) durch Gerhard Wessler mit rund 80 Einzelpersonen, 20 christlichen Werken, Freikirchen und evangelischen Gemeinden als Verein gegründet. Den Anstoß dazu gab die Arbeitsgruppe Medien des Forums Freikirchlicher Pfingstgemeinden (FFP) unter Leitung von Gerd Knuth. Der Verein gehört selbst allerdings erst ab 1999 als Mitglied zum Bund Freikirchlicher Pfingstgemeinden (BfP). Das Medienwerk begann mit Fernsehsendungen auf Eureka TV im Stil amerikanischer Televangelisten und gehört damit zu den Fernsehpionieren der deutschen Fernsehevangelisation. Im Programm waren charismatische Redner, die im Stil amerikanischer Pfingstprediger bis zur Erschöpfung aufputschende Ansprachen hielten und damit die Zugpferde der missionarischen Sendungen wurden. Darunter waren der als Wunderheiler bekannte Reinhard Bonnke und Wolfgang Wegert, dessen Gemeinde und Missionswerk Arche damals ebenfalls noch zur Pfingstbewegung gehörte. Auch Bands und christliche Popsänger traten auf, sowie der vom Pfingstverband für die Medienarbeit freigestellte Gerhard Klemm mit seiner Talksendung Ein erfülltes Leben. An Eureka war der Verein zu dieser Zeit mit 25 Prozent der Stimmenanteile beteiligt. Diese Form der bezahlten Programmübernahme war in Deutschland neu und nur von Programmen aus dem Ausland wie etwa Super Channel (später NBC Europe) bekannt.
Als der Sender zu Anfang Januar 1989 in Pro7 mit neuem Programm umgewidmet wurde, wurde die Ausstrahlung beendet und der Veranstalter musste neue Wege zur Programmverbreitung gehen. Inzwischen wurden mit Gemeinden der Pfingstbewegung einige lokale Kooperationspartner gegründet, wie etwa Radio Meilensteine, das seit 1987 unter dem Namen Media Vision – Studio Nürnberg (später ebenfalls als Verein mit neuem Namen ausgegründet) mit eigener Lizenz journalistische Hörfunksendungen mit christlichen Themen gestaltet. Sendezeit beim Eureka-Nachfolgesender Pro7 wurde zwar gerichtlich erstritten, auf die Sendezeit wurde allerdings aufgrund hoher Gebühren, wie sie für Werbeausstrahlungen üblich sind, verzichtet.
Weitere Kooperationen wurden mit verschiedenen regionalen und überregionalen Sendern geschlossen, auch nach Russland; 1999 konnte anlässlich der Sonnenfinsternis am 11. August eine Auftragsproduktion für das Fernsehmagazin Report zum Thema Endzeit gewonnen werden.
2001 wurde Media Vision mit einem Prozent Gesellschafter der Träger-Stiftung von Bibel TV. Im Folgejahr war das Medienwerk Gründungsmitglied der Evangelischen Fernsehakademie in Braunschweig und unterstützte als Gründungsmitglied das Christliche Radio München.
Weltweite Kontakte gibt es zu Crossroads Christian Company Inc. (CCCI) in Toronto und zur europäischen Zweigstelle von Assemblies of God, der pfingstkirchlichen Gemeinderichtung von Jimmy Swaggart, dessen Predigten bis Swaggarts „Sündenfall“ ebenfalls synchronisiert bei Eureka ausgestrahlt wurden. Zu den Programmpartnern gehörte auch Living Gospel, heute christliches-fernsehen.info (Christliche Medien Deutschland e.V.)

## Gegenwärtiges Medienengagement
Media Vision ist seit 2003 vor allem für die Neuzusammenstellung und Synchronisation der in Schweizerdeutsch produzierten Fernsehsendung Fenster zum Sonntag bekannt und ist damit deutscher Programmpartner von Alphavision und ERF Medien und über diese mit der Stiftung christliches Fernsehen verbunden. Ausgestrahlt wird die Sendung auf Bibel TV, in dessen Auftrag auch außerhalb der Sendung zumindest zeitweise weitere Beiträge produziert wurden.
Media Vision fördert mit (Tru:) young radio ein Projekt des Journalisten Ulli Harraß, der damit den Namen des ehemaligen Jugend-Fernsehsenders Tru Young Television von Bibel TV wiederbelebt hat. Unter diesem Namen sind seit September 2020 ein Audiostream auf Laut.fm und weitere spendenfinanzierte Audio-Angebote auf der Programm-Homepage verfügbar. Die Plattform sonntagmorgens.de ist ein Projekt von Media Vision. Sie stellt Gemeinden die Infrastruktur zur Video-Verbreitung ihrer Gottesdienste zur Verfügung. 2022 löste sich der Verein Christen in Film und Fernsehen auf und übergab seine operative Tätigkeit, die Vernetzungsarbeit und Unterstützung von Christen in den Medien, an Media Vision.
Außerdem veranstaltet Media Vision den Medienkongress MOVEO (2018 bis 2021 unter dem Namen „Multiply“) für Medienschaffende, die in Internet, Hörfunk und Fernsehen christliche Inhalte produzieren. Die weiteren Aktivitäten im Produktions- und Schulungsbereich werden überwiegend im Rahmen von Partnerschaften gestaltet.